# Rio Grande do Norte
Pour les articles homonymes, voir Rio Grande.
Le Rio Grande do Norte (prononcé en portugais : [ˈʁi.u ˈɡɾɐ̃dʒ(i) du ˈnɔʁtʃi]), ou parfois en français Rio Grande du Nord, est un des 27 États du Brésil. Sa capitale et principale ville est Natal. En 2019, l'État, qui compte 1,7 % de la population brésilienne, est responsable de 1,0 % du PIB du pays,,,.
Situé dans la partie nord-est du pays, le Nordeste brésilien, en bordure du continent sud-américain dont il constitue l'extrémité nord-orientale. Il est délimité au Nord et à l'Est par l'océan Atlantique, au Sud par l'État de la Paraïba et à l'Ouest par le Ceará. L'État est divisé administrativement en 167 municipalités. Il couvre une superficie de 52 797 km2 (soit à peu près l'équivalent du Costa Rica), ce qui correspond à 3,42 % de la surface du Nordeste et 0,62 % de celle du Brésil. La population du Rio Grande do Norte était de 3 168 027 habitants au dernier recensement de 2010, ce qui en fait le seizième État le plus peuplé du pays, et de 3 442 175 habitants en 2015 selon l'estimation de l'Institut brésilien de géographie et de statistiques. Sa situation géographique en fait une pointe à l'extrémité nord-est de l'Amérique du Sud, avec un littoral qui s'étend sur environ 400 km.
L'économie du Rio Grande do Norte est basée sur le secteur des services. Grâce à son climat semi-aride et sa situation en bordure de l'océan, l'État concentre plus de 95 % de la production de sel du Brésil.
Son histoire débute avec le peuplement du territoire brésilien actuel par des émigrants venus depuis la cordillère des Andes, à travers le plateau brésilien, jusqu'à l'extrémité nord-est du continent. Les premières traces d'occupation du Rio Grande do Norte actuel remontent à environ 10 000 ans av. J.-C. À la suite de l'arrivée des portugais, le Rio Grande do Norte a connu de nombreuses invasions étrangères au cours de son histoire, notamment de la part des français et des hollandais. Initialement rattaché au gouvernement de Bahia, le territoire du Rio Grande do Norte est transféré à la capitainerie de Pernambouc. En 1822, à l'indépendance du pays, le Rio Grande do Norte devient une province, qui, à la proclamation de la république en 1889, se transforme en État au sein de la fédération brésilienne.
L'État comporte une longue tradition culturelle qui se manifeste toujours au travers de l'artisanat, la cuisine, le sport, le folklore, la littérature et la musique. Les principales équipes sportives de l'État sont l'ABC Futebol Clube, l'Alecrim FC et l'América FC, toutes trois basées à Natal. Le Rio Grande do Norte accueille également de nombreux évènements annuels et possède quelques attractions touristiques comme le plus grand anacardier du monde dans la municipalité de Parnamirim, le centre de lancement de la Barreira do Inferno et la ville de Natal.

## Histoire
Le premier Européen à atteindre la région fut probablement l'espagnol Alonso de Ojeda en 1499. Au XVIe siècle (entre 1535 et 1598), des pirates français l'explorèrent à la recherche de pernambouc. En 1598, les portugais construisirent le Forte dos Reis Magos (Fort des Rois Mages) puis, l'année suivante, ils fondèrent la ville de Natal. Rapidement, l'élevage de bétail et la canne à sucre firent se développer l'économie locale.
Ceci suscita la convoitise des jeunes Provinces-Unies (Pays-Bas). En 1633, la région devint un champ de bataille entre les Portugais, qui cherchaient à accroître leurs possessions brésiliennes, et les Hollandais, désireux d'établir un solide pied-à-terre en Amérique du Sud, ce qu'ils réussirent à faire en occupant toute la région (y compris Pernambouc, Olinda, São Luis de Maranhão).
Peu après, les cours du sucre baissèrent sur le marché d'Amsterdam et la région connut une sérieuse crise économique. Ceci conduisit les colons portugais et les indigènes amérindiens à se révolter contre les occupants hollandais.
Les confrontations religieuses (entre le catholicisme portugais-brésilien et le calvinisme hollandais), la restauration de la monarchie portugaise en 1640 et la reconquête du Maranhão en 1643 déclenchèrent une insurrection générale des portugais brésiliens en 1645. Celle-ci était dirigée par André Vidal de Negreiros et João Fernandes Vieira. La plupart des rebelles étaient des Africains et des Amérindiens. Le gouverneur de Bahia vint au secours des insurgés. En 1654, les Hollandais furent finalement expulsés.

### Gouverneurs
| Période | Période  | Identité              | Étiquette | Qualité                                                     |
| ------- | -------- | --------------------- | --------- | ----------------------------------------------------------- |
| 1987    | 1990     | Geraldo Melo          | PMDB      |                                                             |
| 1991    | 1994     | José Agripino Maia    | PFL       |                                                             |
| 1994    | 1995     | Vivaldo Costa         | PL        |                                                             |
| 1995    | 2002     | Garibaldi Alves Filho | PMDB      |                                                             |
| 2002    | 2003     | Fernando Freire       | PPB       |                                                             |
| 2003    | 2010     | Wilma de Faria        | PSB       | 1ère femme à exercer cette fonction, réélue en 2006         |
| 2010    | 2010     | Iberê Ferreira        | PSB       | Vice-gouverneur suppléant à son prédécesseur démissionnaire |
| 2011    | 2014     | Rosalba Ciarlini      | DEM       |                                                             |
| 2015    | 2018     | Robinson Faria        | PSD       | Vice-Gouverneur de son prédécesseur                         |
| 2019    | En cours | Fátima Bezerra        | PT        | Réélue au 1er tour en octobre 2022 (58% des voix)           |

## Drapeau
Le drapeau fut adopté en décembre 1957. Au milieu du drapeau, on retrouve les armes de l'État adoptées en 1909. Elles montrent un bateau naviguant près des côtes et représentant les activités traditionnelles de la pêche et du sel. Au-dessus, il y a une barre qui montre deux fleurs sur les côtés et deux boules de coton au centre. Aux côtés de l'écusson, on voit deux palmiers, un cocotier à droite et un carnauba à gauche, reliés par deux branches de canne à sucre. L'étoile au-dessus représente l'État en tant que partie du Brésil.

## Géographie
Limité au nord comme à l'est par l'océan Atlantique, il jouxte au sud la Paraïba et à l'ouest le Ceará. Il a une superficie de 53 307 km2. Sa capitale est Natal.
Les villes principales sont: Natal (778 040 habitants en juillet 2005), Mossoró, Parnamirim, Caicó et Ceará-Mirim. Le territoire présente un relief modéré avec plus de 80 % de son territoire sous les 300 mètres d'altitude. On y trouve le Pico do Cabugi, un volcan éteint qui culmine à 590 m d'altitude.
Les rios Mossoró, Apodi, Assu, Piranhas, Potenji, Trairi, Jundiaí, Jacu, Seridó e Curimataú sont les cours d'eau principaux.
Le climat est tropical et son économie présente une belle expansion.

## Économie

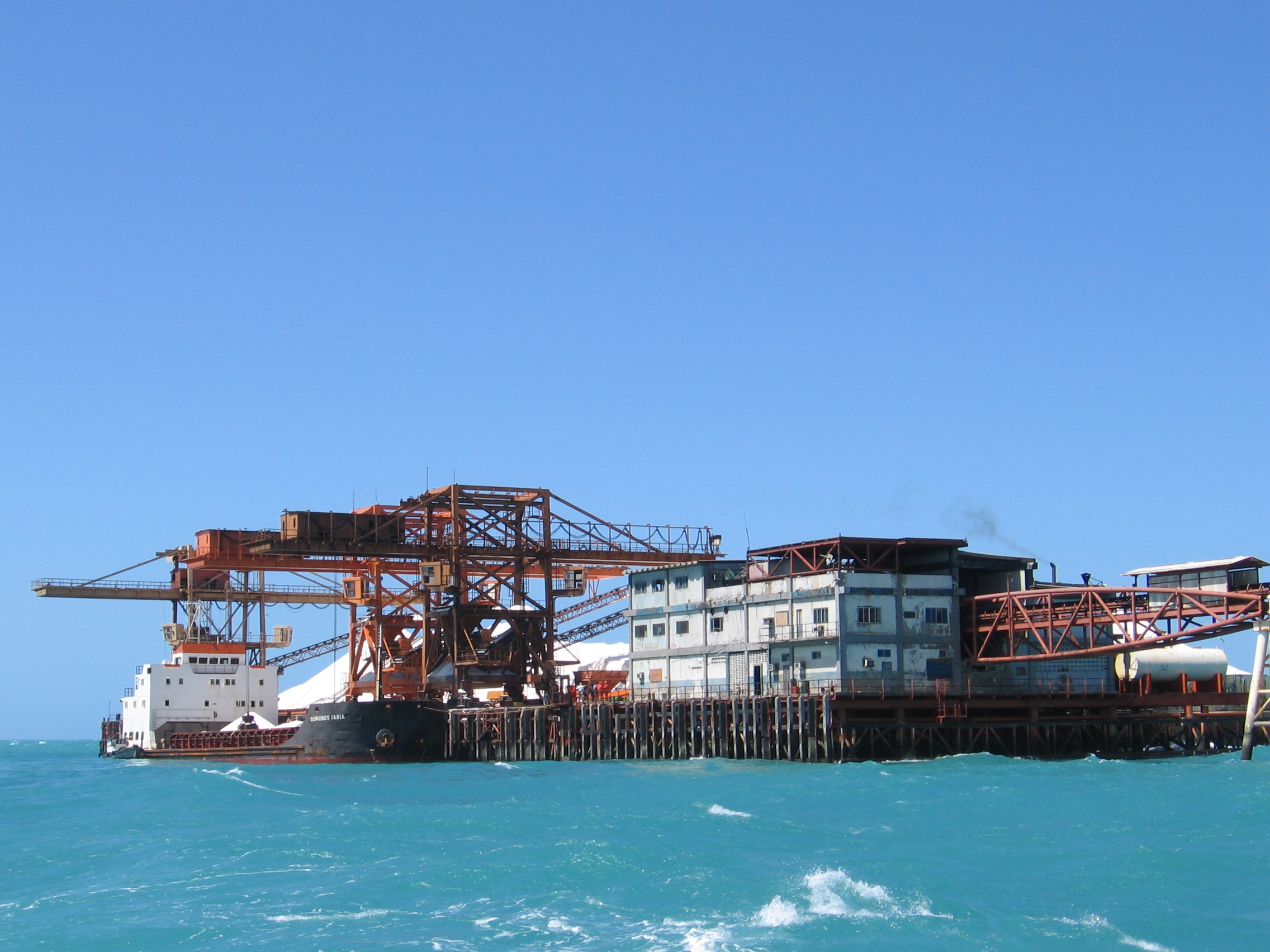
Extraction de sel marin à Porto-Ilha de Areia Branca.

Le principal produit du sous-sol est le pétrole. Rio Grande do Norte était le 6e producteur de pétrole du Brésil en 2022, lorsqu'il est redevenu le plus grand producteur de pétrole onshore du pays, une position qu'il avait perdue lorsque Petrobras a pris la décision d'arrêter d'investir dans les champs de l'État, qui ne sont plus intéressants compte tenu de la extraction du pré-sel. La production de l'État a atteint 120 000 barils/jour, mais elle est devenue dérisoire lorsque Petrobras s'est concentré sur la couche pré-salifère. Après la vente des champs et l'arrivée de producteurs indépendants, elle a atteint une barre stable de 35 mille barils/jour en 2022.
L'État produit aussi du sel marin. Dans le secteur agricole, notons la Carciniculture (élevage de crustacés), la fructiculture irriguée (ananas abacaxi, bananes, melons et noix de coco (coco-da-baía), entre autres) et les troupeaux.
L'État fournit par exemple 70 % des melons brésiliens, et est renommé pour ses manguiers et ses champs de noix de cajou.
Depuis les années 1980, les autorités de l'État ont tenté de faire du tourisme une industrie lucrative, et on a investi considérablement dans la construction d'équipements touristiques, ainsi que fort heureusement dans la restauration de bâtiments historiques (coloniaux) dans les villes principales.
En 2018, Rio Grande do Norte avait un PIB industriel de 11,4 milliards de reais, soit 0,9 % de l'industrie nationale, avec cinq secteurs concentrant un peu plus de 80 % de l'industrie potiguar : les services industriels d'utilité publique (27,7 %) , construction civile (23,5%), extraction de pétrole et de gaz naturel (13,4%), produits pétroliers et biocarburants (11,7%) et alimentation (6,1%).

## Énergie
L'État a un grand potentiel dans la production d'énergie renouvelable, principalement grâce à la force des vents (énergie éolienne), avec des centaines de parcs en fonctionnement sur son territoire et d'autres en cours de mise en œuvre. Entre 2019 et 2022, l'État était le leader de la capacité éolienne installée au Brésil,.